# Nicarete di Corinto
Nicarete (V secolo a.C. – IV secolo a.C.) era una nota tenutaria di un bordello a Corinto.

## Biografia
A Corinto, come in qualsiasi città portuale del mondo antico, era diffusa la prostituzione ma la città era particolarmente famosa nell'antichità per il suo  vasto commercio della prostituzione e per il tempio dedicato alla dea Afrodite dove si praticava il culto della prostituzione sacra. A conferma di questa fama l'aggettivo korinthia era usato per indicare una donna di facili costumi e dallo stesso nome della città sembra derivasse il verbo korinthiazein, che liberamente tradotto significava "fornicare".
Nicarete, schiava affrancata di Carisio di Elea,  moglie di Ippia, cuoco famoso al servizio di Carisio, viene coinvolta in un processo che vide protagonista Demostene che aveva scritto l'orazione Contro Neera a sostegno di Apollodoro di Pasione, un ricco giovane oratore, suo amico, che accusava Stefano di aver sposato Neera, una prostituta d'alto bordo, violando le leggi ateniesi poiché questa non era cittadina ateniese e perciò il presunto marito doveva essere condannato a mille dracme di multa e la giovane straniera doveva essere venduta come schiava.  Dal processo si chiarì il ruolo di Nicarete nella vicenda. 
Ella comprava giovani ragazze al mercato degli schiavi di Corinto e le addestrava per divenire delle etere. La più famosa etera di Nicarete era Neera, che era stata acquistata insieme ad altre sei ragazze che la tenutaria faceva passare per sue figlie. Con questo stratagemma Nicarete aumentava il prezzo che i suoi clienti dovevano pagare poiché le donne libere costavano generalmente di più per le loro prestazioni.